# 白馬郷 (西昌市)
白馬郷（はくばきょう）とは、中華人民共和国四川省涼山彝族自治州西昌市にある郷。

## 地理
- 面積173㎢
- 人口約4000人
- 人口密度:23/㎢[1]

### 動物
森林に覆われた約3.6平方キロメートルのところに、レッサーパンダ、ヒョウ、インドヤギュウ
、ツキノワグマなどの野生動物が見られる。

### 行政区画
- ５つの村からなる。
- 土匠村、馬筐村、白馬村、沿江村、荘子村。[4]

## 農業
トウモロコシ、ジャガイモの栽培が盛んで、豚、牛、羊の飼育も盛んである。また、キノコや唐辛子の栽培も盛んである。